# Světový pohár v rychlobruslení 2009/2010
Světový pohár v rychlobruslení 2009/2010 byl 25. ročník Světového poháru v rychlobruslení. Konal se v období od 6. listopadu 2009 do 14. března 2010. Soutěž byla organizována Mezinárodní bruslařskou unií (ISU).
Z ročníku 2009/2010 byly vyřazeny závody na trati o délce 100 m, jež se ve světovém poháru poprvé objevily v sezóně 2003/2004.

## Kalendář
| Místo          | Datum                  | 500 m | 1000 m | 1500 m | 3 km/5 km | 5 km/10 km | stíhací závod |
| -------------- | ---------------------- | ----- | ------ | ------ | --------- | ---------- | ------------- |
| Berlín         | 6.–8. listopadu 2009   | 2×    | 1×     | 1×     | 1×        |            |               |
| Heerenveen     | 13.–15. listopadu 2009 | 2×    | 1×     | 1x     | 1x        |            | 1×            |
| Hamar          | 21.–22. listopadu 2009 |       |        | 1×     |           | 1×         |               |
| Calgary        | 4.–6. prosince 2009    | 2×    | 1×     | 1×     | 1×        |            | 1×            |
| Salt Lake City | 11.–13. prosince 2009  | 2×    | 1×     | 1×     | 1×        |            | 1×            |
| Erfurt         | 6.–7. března 2010      | 2×    | 2×     |        |           |            |               |
| Heerenveen     | 12.–14. března 2010    | 2×    | 1×     | 1×     | 1×        |            | 1×            |

## Muži

### 500 m
| Místo            | 1. místo          | Čas      | 2. místo         | Čas       | 3. místo                    | Čas       |
| ---------------- | ----------------- | -------- | ---------------- | --------- | --------------------------- | --------- |
| Berlín 1         | I Kang-sok        | 34,80    | I Kju-hjok       | 35,02     | Keiičiró Nagašima           | 35,13     |
| Berlín 2         | Tucker Fredricks  | 35,06    | I Kang-sok       | 35,10 (0) | I Kju-hjok                  | 35,10 (5) |
| Heerenveen 1     | Keiičiró Nagašima | 34,98    | Tucker Fredricks | 35,00     | Ronald Mulder               | 35,07     |
| Heerenveen 2     | Džódži Kató       | 34,98    | Jan Smeekens     | 35,02     | I Kang-sok                  | 35,13     |
| Calgary 1        | Mika Poutala      | 34,38    | Džódži Kató      | 34,45 (2) | Jamie Gregg                 | 34,45 (8) |
| Calgary 2        | I Kju-hjok        | 34,28    | Mika Poutala     | 34,38     | Tucker Fredricks            | 34,50     |
| Salt Lake City 1 | I Kju-hjok        | 34,26    | Júja Oikawa      | 34,27     | Mika Poutala                | 34,31     |
| Salt Lake City 2 | I Kju-hjok        | 34,26    | I Kang-sok       | 34,28     | Tucker Fredricks            | 34,35     |
| Erfurt 1         | Jan Smeekens      | 34,97    | Júja Oikawa      | 35,10     | Ronald Mulder               | 35,25     |
| Erfurt 2         | Jan Smeekens      | 35,20    | Júja Oikawa      | 35,21     | Mika Poutala Dmitrij Lobkov | 35,22 (8) |
| Heerenveen 1     | Jan Smeekens      | 34,99    | Tucker Fredricks | 35,01     | Ronald Mulder               | 35,24     |
| Heerenveen 2     | Jan Smeekens      | 35,05    | Ronald Mulder    | 35,19     | Akio Ohta                   | 35,35     |
|                  |                   |          |                  |           |                             |           |
| Celkové pořadí   | Tucker Fredricks  | 788 bodů | Jan Smeekens     | 742 bodů  | Mika Poutala                | 702 bodů  |

### 1000 m
| Místo          | 1. místo    | Čas      | 2. místo          | Čas      | 3. místo         | Čas      | Příp. další česká účast   | Čas     |
| -------------- | ----------- | -------- | ----------------- | -------- | ---------------- | -------- | ------------------------- | ------- |
| Berlín         | Shani Davis | 1:08,53  | Jevgenij Lalenkov | 1:09,11  | Mun Čun          | 1:09,43  | 28. (div. B) Milan Sáblík | 1:13,60 |
| Heerenveen     | Shani Davis | 1:08,48  | Simon Kuipers     | 1:09,06  | Mo Tche-pom      | 1:09,11  | 32. (div. B) Milan Sáblík | 1:14,72 |
| Calgary        | Shani Davis | 1:06,91  | I Kju-hjok        | 1:07,61  | Denny Morrison   | 1:07,77  | —                         | —       |
| Salt Lake City | Shani Davis | 1:06,67  | I Kju-hjok        | 1:07,07  | Mika Poutala     | 1:07,24  | 27. (div. B) Milan Sáblík | 1:11,96 |
| Erfurt 1       | Shani Davis | 1:09,29  | Mark Tuitert      | 1:09,43  | Stefan Groothuis | 1:09,48  | —                         | —       |
| Erfurt 2       | Shani Davis | 1:09,25  | Stefan Groothuis  | 1:09,50  | Mark Tuitert     | 1:09,64  | —                         | —       |
| Heerenveen     | Shani Davis | 1:08,89  | Stefan Groothuis  | 1:09,07  | Mark Tuitert     | 1:09,13  | —                         | —       |
|                |             |          |                   |          |                  |          |                           |         |
| Celkové pořadí | Shani Davis | 750 bodů | Mark Tuitert      | 425 bodů | Stefan Groothuis | 355 bodů | 57. Milan Sáblík          | 0 bodů  |

### 1500 m
| Místo          | 1. místo     | Čas          | 2. místo       | Čas      | 3. místo         | Čas      | Příp. další česká účast   | Čas         |
| -------------- | ------------ | ------------ | -------------- | -------- | ---------------- | -------- | ------------------------- | ----------- |
| Berlín         | Shani Davis  | 1:44,47      | Håvard Bøkko   | 1:45,56  | Denny Morrison   | 1:45,69  | 30. (div. B) Milan Sáblík | 1:54,62     |
| Heerenveen     | Shani Davis  | 1:44,48      | Håvard Bøkko   | 1:45,57  | Stefan Groothuis | 1:45,74  | 29. (div. B) Milan Sáblík | 1:53,02     |
| Hamar          | Shani Davis  | 1:44,27      | Lucas Makowsky | 1:45,40  | Håvard Bøkko     | 1:45,61  | —                         | —           |
| Calgary        | Chad Hedrick | 1:42,14      | Shani Davis    | 1:42,19  | Denny Morrison   | 1:42,74  | 31. (div. B) Milan Sáblík | 1:49,73     |
| Salt Lake City | Shani Davis  | 1:41,04 (WR) | Chad Hedrick   | 1:42,19  | Mo Tche-pom      | 1:42,85  | 22. (div. B) Milan Sáblík | 1:49,03 (2) |
| Heerenveen     | Shani Davis  | 1:45,20      | Denny Morrison | 1:46,12  | Kjeld Nuis       | 1:46,61  | —                         | —           |
|                |              |              |                |          |                  |          |                           |             |
| Celkové pořadí | Shani Davis  | 630 bodů     | Håvard Bøkko   | 395 bodů | Denny Morrison   | 338 bodů | 47. Milan Sáblík          | 0 bodů      |

### 5000 m/10 000 m
| Místo          | Disciplína     | 1. místo      | Čas      | 2. místo      | Čas      | 3. místo     | Čas      | Příp. další česká účast  | Čas     |
| -------------- | -------------- | ------------- | -------- | ------------- | -------- | ------------ | -------- | ------------------------ | ------- |
| Berlín         | 5000 m         | Sven Kramer   | 6:14,69  | Håvard Bøkko  | 6:17,17  | Bob de Jong  | 6:19,22  | 21. (div. B) Pavel Kulma | 6:45,02 |
| Heerenveen     | 5000 m         | Sven Kramer   | 6:16,29  | Bob de Jong   | 6:16,38  | Håvard Bøkko | 6:17,10  | 21. (div. B) Pavel Kulma | 6:54,37 |
| Hamar          | 10 000 m       | Sven Kramer   | 12:50,96 | Bob de Jong   | 12:54,97 | Ivan Skobrev | 13:01,41 | —                        | —       |
| Calgary        | 5000 m         | Sven Kramer   | 6:11,11  | Ivan Skobrev  | 6:13,19  | Bob de Jong  | 6:13,80  | 34. (div. B) Pavel Kulma | 6:46,39 |
| Salt Lake City | 5000 m         | Enrico Fabris | 6:06,06  | Bob de Jong   | 6:08,76  | Ivan Skobrev | 6:10,58  | 27. (div. B) Pavel Kulma | DSQ     |
| Heerenveen     | 5000 m         | Håvard Bøkko  | 6:20,52  | Sverre Haugli | 6:21,49  | Ivan Skobrev | 6:23,24  | —                        | —       |
|                |                |               |          |               |          |              |          |                          |         |
| Celkové pořadí | Celkové pořadí | Håvard Bøkko  | 455 bodů | Ivan Skobrev  | 430 bodů | Bob de Jong  | 416 bodů | 51. Pavel Kulma          | 0 bodů  |

### Stíhací závod družstev
| Místo          | 1. místo                                                                                                | Čas      | 2. místo                                            | Čas      | 3. místo                                                        | Čas      | Příp. další česká účast                               | Čas     |
| -------------- | --- | -------- | --------------------------------------------------- | -------- | --------------------------------------------------------------- | -------- | ----------------------------------------------------- | ------- |
| Heerenveen     | USA Shani Davis Chad Hedrick Trevor Marsicano Nizozemsko Remco olde Heuvel Koen Verweij Jan Blokhuijsen | 3:43,94  | —                                                   | —        | Itálie Enrico Fabris Matteo Anesi Luca Stefani                  | 3:45,62  | 15. Česko Zdeněk Haselberger Pavel Kulma Milan Sáblík | 3:57,54 |
| Calgary        | Nizozemsko Sven Kramer Carl Verheijen Jan Blokhuijsen                                                   | 3:38,05  | Kanada Denny Morrison Lucas Makowsky Mathieu Giroux | 3:39,17  | Norsko Håvard Bøkko Sverre Lunde Pedersen Fredrik van der Horst | 3:41,59  | 13. Česko Pavel Kulma Milan Sáblík Zdeněk Haselberger | 3:55,66 |
| Salt Lake City | Norsko Håvard Bøkko Mikael Flygind Larsen Henrik Christiansen                                           | 3:39,55  | Itálie Matteo Anesi Enrico Fabris Luca Stefani      | 3:39,72  | Kanada Mathieu Giroux Lucas Makowsky Steven Elm                 | 3:40,34  | —                                                     | —       |
| Heerenveen     | Norsko Håvard Bøkko Mikael Flygind Larsen Henrik Christiansen                                           | 3:42,77  | Kanada Mathieu Giroux Denny Morrison Lucas Makowsky | 3:44,30  | USA Ryan Bedford Shani Davis Jonathan Kuck                      | 3:45,70  | —                                                     | —       |
|                | |          |                                                     |          |                                                                 |          |                                                       |         |
| Celkové pořadí | Norsko                                                                                                  | 380 bodů | Nizozemsko                                          | 350 bodů | Kanada                                                          | 306 bodů | 15. Česko                                             | 32 bodů |

## Ženy

### 500 m
| Místo            | 1. místo      | Čas        | 2. místo                 | Čas       | 3. místo              | Čas      | Příp. další česká účast        | Čas    |
| ---------------- | ------------- | ---------- | ------------------------ | --------- | --------------------- | -------- | ------------------------------ | ------ |
| Berlín 1         | Wang Pej-sing | 37,85      | Jenny Wolfová            | 38,04     | Nao Kodairaová        | 38,19    | —                              | —      |
| Berlín 2         | Jenny Wolfová | 37,52      | Wang Pej-sing            | 37,94     | Annette Gerritsenová  | 38,27    | —                              | —      |
| Heerenveen 1     | Jenny Wolfová | 37,92      | Wang Pej-sing            | 38,19     | Annette Gerritsenová  | 38,23    | —                              | —      |
| Heerenveen 2     | Jenny Wolfová | 37,83      | Wang Pej-sing            | 38,07     | Annette Gerritsenová  | 38,18    | —                              | —      |
| Calgary 1        | Jenny Wolfová | 37,33      | Wang Pej-sing I Sang-hwa | 37,34 (9) | —                     | —        | —                              | —      |
| Calgary 2        | Jenny Wolfová | 37,21      | Wang Pej-sing            | 37,60     | I Sang-hwa            | 37,64    | 30. (div. B) Karolína Erbanová | DNS    |
| Salt Lake City 1 | Jenny Wolfová | 37,00 (WR) | Wang Pej-sing            | 37,14     | I Sang-hwa            | 37,24    | 22. (div. B) Karolína Erbanová | 39,26  |
| Salt Lake City 2 | Wang Pej-sing | 37,02      | Jenny Wolfová            | 37,17     | I Sang-hwa            | 37,24    | 15. (div. B) Karolína Erbanová | 38,90  |
| Erfurt 1         | Jenny Wolfová | 38,08      | Margot Boerová           | 38,49     | Heather Richardsonová | 38,93    | —                              | —      |
| Erfurt 2         | Jenny Wolfová | 38,10      | Margot Boerová           | 38,41     | Thijsje Oenemaová     | 38,80    | —                              | —      |
| Heerenveen 1     | Jenny Wolfová | 38,18      | Margot Boerová           | 38,22     | Annette Gerritsenová  | 38,67    | —                              | —      |
| Heerenveen 2     | Jenny Wolfová | 37,96      | Annette Gerritsenová     | 38,32     | Margot Boerová        | 38,41    | —                              | —      |
|                  |               |            |                          |           |                       |          |                                |        |
| Celkové pořadí   | Jenny Wolfová | 1260 bodů  | Margot Boerová           | 700 bodů  | Wang Pej-sing         | 680 bodů | 53. Karolína Erbanová          | 0 bodů |

### 1000 m
| Místo          | 1. místo               | Čas      | 2. místo               | Čas      | 3. místo               | Čas      | Příp. další česká účast        | Čas     |
| -------------- | ---------------------- | -------- | ---------------------- | -------- | ---------------------- | -------- | ------------------------------ | ------- |
| Berlín         | Christine Nesbittová   | 1:15,41  | Nao Kodairaová         | 1:15,92  | Marianne Timmerová     | 1:16,13  | 7. (div. B) Karolína Erbanová  | 1:18,14 |
| Heerenveen     | Christine Nesbittová   | 1:15,47  | Annette Gerritsenová   | 1:16,03  | Natasja Bruintjesová   | 1:16,08  | 14. (div. B) Karolína Erbanová | 1:19,25 |
| Calgary        | Christine Nesbittová   | 1:14,03  | Annette Gerritsenová   | 1:14,48  | Monique Angermüllerová | 1:14,68  | 9. (div. B) Karolína Erbanová  | 1:16,94 |
| Salt Lake City | Christine Nesbittová   | 1:13,36  | Wang Pej-sing          | 1:14,01  | Nao Kodairaová         | 1:14,17  | 7. (div. B) Karolína Erbanová  | 1:15,81 |
| Erfurt 1       | Monique Angermüllerová | 1:16,36  | Margot Boerová         | 1:16,48  | Natasja Bruintjesová   | 1:16,59  | —                              | —       |
| Erfurt 2       | Jekatěrina Šichovová   | 1:16,93  | Laurine van Riessenová | 1:17,18  | Natasja Bruintjesová   | 1:17,29  | —                              | —       |
| Heerenveen     | Jekatěrina Šichovová   | 1:16,25  | Annette Gerritsenová   | 1:16,35  | Natasja Bruintjesová   | 1:16,60  | —                              | —       |
|                |                        |          |                        |          |                        |          |                                |         |
| Celkové pořadí | Christine Nesbittová   | 472 bodů | Margot Boerová         | 395 bodů | Monique Angermüllerová | 351 bodů | 45. Karolína Erbanová          | 9 bodů  |

### 1500 m
| Místo          | 1. místo             | Čas      | 2. místo             | Čas      | 3. místo              | Čas      | Příp. další česká účast                             | Čas             |
| -------------- | -------------------- | -------- | -------------------- | -------- | --------------------- | -------- | --------------------------------------------------- | --------------- |
| Berlín         | Christine Nesbittová | 1:55,54  | Martina Sáblíková    | 1:56,99  | Brittany Schusslerová | 1:57,26  | 8. (div. B) Karolína Erbanová                       | 2:00,95         |
| Heerenveen     | Ireen Wüstová        | 1:56,69  | Christine Nesbittová | 1:56,74  | Kristina Grovesová    | 1:57,05  | 17. Martina Sáblíková 6. (div. B) Karolína Erbanová | 2:00,01 2:00,47 |
| Hamar          | Kristina Grovesová   | 1:55,16  | Ireen Wüstová        | 1:55,95  | Martina Sáblíková     | 1:56,34  | 11. Karolína Erbanová                               | 1:58,08         |
| Calgary        | Kristina Grovesová   | 1:54,35  | Christine Nesbittová | 1:54,43  | Elma de Vriesová      | 1:54,55  | 9. Martina Sáblíková 1. (div. B) Karolína Erbanová  | 1:55,44 1:55,80 |
| Salt Lake City | Christine Nesbittová | 1:52,77  | Kristina Grovesová   | 1:53,33  | Jennifer Rodriguezová | 1:54,19  | 8. Martina Sáblíková 20. Karolína Erbanová          | 1:55,20 1:57,91 |
| Heerenveen     | Kristina Grovesová   | 1:58,15  | Martina Sáblíková    | 1:58,27  | Brittany Schusslerová | 1:58,60  | —                                                   | —               |
|                |                      |          |                      |          |                       |          |                                                     |                 |
| Celkové pořadí | Kristina Grovesová   | 560 bodů | Christine Nesbittová | 374 bodů | Martina Sáblíková     | 348 bodů | 22. Karolína Erbanová                               | 62 bodů         |

### 3000 m/5000 m
| Místo          | Disciplína     | 1. místo             | Čas      | 2. místo                     | Čas      | 3. místo                     | Čas      | Příp. další česká účast                                  | Čas             |
| -------------- | -------------- | -------------------- | -------- | ---------------------------- | -------- | ---------------------------- | -------- | -------------------------------------------------------- | --------------- |
| Berlín         | 3000 m         | Martina Sáblíková    | 4:00,75  | Masako Hozumiová             | 4:06,25  | Stephanie Beckertová         | 4:07,17  | 18. (div. B) Karolína Erbanová 20. (div. B) Andrea Jirků | 4:21,45 4:23,23 |
| Heerenveen     | 3000 m         | Stephanie Beckertová | 4:05,29  | Martina Sáblíková            | 4:05,68  | Daniela Anschützová-Thomsová | 4:05,73  | —                                                        | —               |
| Hamar          | 5000 m         | Martina Sáblíková    | 6:50,07  | Stephanie Beckertová         | 6:52,79  | Daniela Anschützová-Thomsová | 6:59,62  | —                                                        | —               |
| Calgary        | 3000 m         | Stephanie Beckertová | 3:56,80  | Martina Sáblíková            | 3:56,83  | Daniela Anschützová-Thomsová | 3:58,07  | 24. (div. B) Karolína Erbanová                           | 4:18,38         |
| Salt Lake City | 3000 m         | Martina Sáblíková    | 3:56,29  | Stephanie Beckertová         | 3:57,78  | Kristina Grovesová           | 3:58,67  | —                                                        | —               |
| Heerenveen     | 3000 m         | Martina Sáblíková    | 4:06,25  | Daniela Anschützová-Thomsová | 4:06,54  | Stephanie Beckertová         | 4:07,57  | —                                                        | —               |
|                |                |                      |          |                              |          |                              |          |                                                          |                 |
| Celkové pořadí | Celkové pořadí | Martina Sáblíková    | 610 bodů | Stephanie Beckertová         | 535 bodů | Daniela Anschützová-Thomsová | 435 bodů | 47. Andrea Jirků 47. Karolína Erbanová                   | 0 bodů          |

### Stíhací závod družstev
| Místo          | 1. místo                                                             | Čas          | 2. místo                                                                         | Čas      | 3. místo                                                                         | Čas         | Příp. další česká účast                                    | Čas     |
| -------------- | -------------------------------------------------------------------- | ------------ | -------------------------------------------------------------------------------- | -------- | -------------------------------------------------------------------------------- | ----------- | ---------------------------------------------------------- | ------- |
| Heerenveen     | Kanada Kristina Grovesová Christine Nesbittová Brittany Schusslerová | 3:00,39      | Nizozemsko Ireen Wüstová Diane Valkenburgová Elma de Vriesová                    | 3:02,12  | Rusko Jekatěrina Abramovová Galina Lichačovová Jekatěrina Šichovová              | 3:02,40     | 10. Česko Karolína Erbanová Andrea Jirků Martina Sáblíková | 3:06,60 |
| Calgary        | Kanada Kristina Grovesová Christine Nesbittová Brittany Schusslerová | 2:55,79 (WR) | Japonsko Masako Hozumiová Maki Tabataová Šiho Išizawaová                         | 2:59,79  | Německo Isabell Ostová Stephanie Beckertová Katrin Mattscherodtová               | 3:00,25     | —                                                          | —       |
| Salt Lake City | Rusko Galina Lichačovová Jekatěrina Šichovová Jekatěrina Abramovová  | 2:57,18      | Kanada Christine Nesbittová Kristina Grovesová Cindy Klassenová                  | 2:57,35  | Německo Daniela Anschützová-Thomsová Stephanie Beckertová Katrin Mattscherodtová | 2:57,36 (3) | —                                                          | —       |
| Heerenveen     | Kanada Kristina Grovesová Cindy Klassenová Brittany Schusslerová     | 3:02,05      | Německo Stephanie Beckertová Anni Friesingerová-Postmaová Katrin Mattscherodtová | 3:03,43  | Japonsko Masako Hozumiová Nao Kodairaová Maki Tabataová                          | 3:04,58     | —                                                          | —       |
|                |                                                                      |              |                                                                                  |          |                                                                                  |             |                                                            |         |
| Celkové pořadí | Kanada                                                               | 430 bodů     | Rusko                                                                            | 320 bodů | Německo                                                                          | 310 bodů    | 11. Česko                                                  | 28 bodů |